# 混合果汁

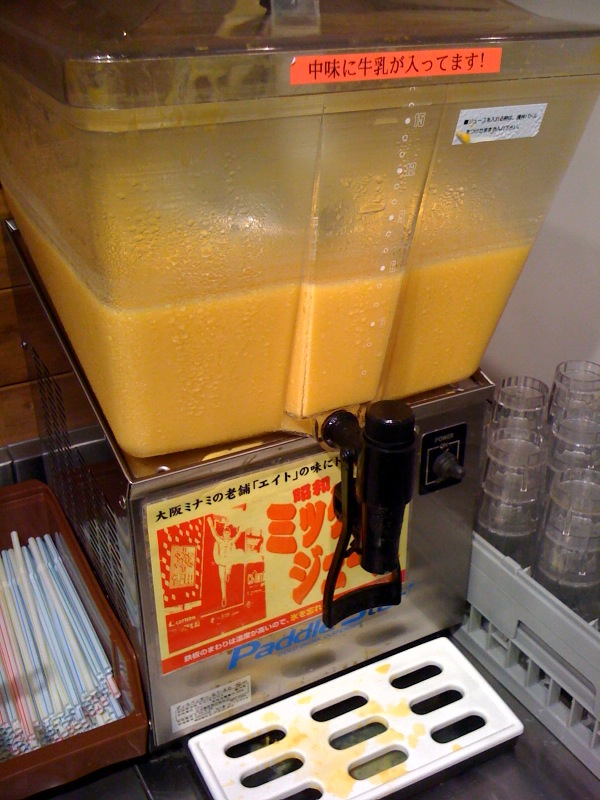
在日本的一部混合果汁配給機。

混合果汁（日语：ミックスジュース；源於英語）是一種以超過一種果汁混合、又或把果汁跟其他飲料混合的飲品。在東亞地區，混合果汁是一個很大的市場，單單是水果與牛奶的混合飲品，在日本和韓國都很流行，而且高度商品化。其周邊國家及地區亦受影響而發展出商品及以攪拌機或食物調理機即席處理的專門店。

## 概要
蘋果、蜜柑、香蕉等果物及牛奶用攪拌機混合，跟一般果汁機把水果材料連續搾汁的作法有所不同。1970年代，由於攪拌機開始在日本的家庭普及，開始出現了混合果汁。但隨後混合果汁的市場被軟性飲料所滲透取代，到2000年代只餘下以近畿地方為中心的地區還有地方供應混合果汁，還成為了當地的特色飲品。
在香港，從1990年代開始，由於經濟起飛，社會變得富裕，令市民開始追求健康。當中，混合果汁是當時健美及講求營養以外的另一個熱潮。果汁店在主要商業區，如：金鐘、鰂魚涌等地出現，成為了上班族的下午茶時段最愛。
根據日本農林水產省在平成12年（2000年）12月19日制定的（告示第1683号），屬於混合果汁的種類，可以分為以下兩個種類：
- 果實混合果汁：由兩種或以上的果汁或還原果汁混合而成；
- 果實蔬菜混合果汁：由果汁或還原果汁混合蔬菜汁而成。

而隨着2010年代超級食物的興起，商人也改為製作含有超級食物功效的水果製成的「超級果汁」。

## 參看
- 木瓜牛奶
- 冰沙